# Eurhadina mamata
Eurhadina mamata är en insektsart som beskrevs av Irena Dworakowska 1981. Eurhadina mamata ingår i släktet Eurhadina och familjen dvärgstritar. Inga underarter finns listade i Catalogue of Life.